# Árborg
Cet article concerne une municipalité d'Islande. Pour la ville du Manitoba, voir Arborg (Manitoba).
Árborg est une municipalité de l'ouest de l'Islande.

## Jumelage
Kalmar (Suède)

## Démographie
| Date              | Population |
| ----------------- | ---------- |
| 1er décembre 1997 | 5 472      |
| 1er décembre 2003 | 6326       |
| 1er décembre 2004 | 6 522      |
| 2005              | 6 961      |
| 2011              | 7 827      |
| 2019              | 9 485      |
| 2022              | 10 834     |